# Henry Winterbotham
Pour les articles homonymes, voir Winterbotham.
 (avril 2020).
Henry Selfe Page Winterbotham (2 mars 1837 - 13 décembre 1873) est un avocat anglais et homme politique du Parti libéral ayant siégé à la Chambre des communes de 1867 à 1873.

## Biographie
Il est le fils de Lindsey Winterbotham, un banquier, de Stroud et de son épouse Sarah Anne Selfe Page. Son frère Arthur Brend Winterbotham est également député. Il fait ses études à l'Amersham School, dans le Buckinghamshire, et à l'University College de Londres où il obtient son diplôme avec mention, BA en 1856 et LLB en 1859. Il est boursier Hume en jurisprudence en 1858 et boursier Hume en économie politique et universitaire en droit en 1859. En 1860, il est élu membre de son collège et admis au barreau de Lincoln's Inn. Il pratique au barreau de la chancellerie .
Il est élu député de Stroud lors d'une élection partielle le 20 août 1867 et occupe le siège jusqu'à sa mort en 1873. En 1870, il est nommé sous-secrétaire d'État au ministère de l'Intérieur, poste qu'il occupe jusqu'à sa mort.
Winterbotham décède à Rome en décembre 1873, à l'âge de 36 ans, prétendument de surmenage. Il est enterré au cimetière anglais de Rome.